# Stenoptilodes albiciliata
Stenoptilodes albiciliata är en fjärilsart som beskrevs av Walsingham 1880. Stenoptilodes albiciliata ingår i släktet Stenoptilodes och familjen fjädermott. Inga underarter finns listade i Catalogue of Life.